# Prawo kształtujące
Prawo kształtujące – prawo podmiotowe, którego treścią jest uprawnienie do jednostronnego nawiązania, zmiany lub zniweczenia określonego stosunku prawnego bez względu na wolę drugiej strony. Prawo to może przysługiwać zarówno dłużnikowi, jak i wierzycielowi, a jego źródłem może być zarówno ustawa, jak i czynność prawna. W odróżnieniu od roszczenia, które nakierowane jest na zachowanie obowiązanego, realizacja prawa kształtującego następuje wyłącznie w drodze działania osoby uprawnionej, najczęściej poprzez złożenie oświadczenia woli. 
Prawa kształtujące funkcjonują w ramach szerszej wiązki praw podmiotowych, zazwyczaj w powiązaniu z roszczeniami cywilnoprawnymi. 

## Przykładowe prawa kształtujące
- umowne lub ustawowe prawo odstąpienia od umowy
- prawo wypowiedzenia umowy o charakterze trwałym
- przyjęcie oferty przez oblata
- prawo uchylenia się od skutków oświadczenia woli